# Yesan-gun
Yesan (hangul: 예산군, hanja: 禮山郡) är en landskommun (gun) i den sydkoreanska provinsen Södra Chungcheong. Vid slutet av 2020 hade den 80 114 invånare.
Den är indelad i två köpingar (eup) och tio socknar (myeon):
Bongsan-myeon,
Daeheung-myeon,
Daesul-myeon,
Deoksan-myeon,
Eungbong-myeon,
Godoek-myeon,
Gwangsi-myeon,
Oga-myeon,
Sapgyo-eup,
Sinam-myeon,
Sinyang-myeon och
centralorten Yesan-eup.